# The Extraordinary Journey of the Fakir
The Extraordinary Journey of the Fakir (em francês: L'Extraordinaire voyage du Fakir; bra: A Extraordinária Jornada do Fakir; prt: A Extraordinária Viagem do Faquir) é um filme francês de 2018 dirigido por Ken Scott. É uma adaptação do romance The Extraordinary Journey of the Fakir Who Got Trapped in an Ikea Wardrobe, de Romain Puértolas.

## Elenco
- Dhanush como Ajatashatru "Aja" Lavash Patel
- Bérénice Bejo como Nelly Marnay
- Erin Moriarty como Marie Rivière
- Barkhad Abdi como Wiraj
- Gérard Jugnot como Gustave Palourde
- Ben Miller como Policial Smith
- Abel Jafri como Capitão Fik
- Sarah-Jeanne Labrosse como Rose
- Kay Greidanus como Pieter
- Amrutha Sant como Siringh, mãe de Aja
- Harshad Kumar como vendedor de legumes
- Rakesh Jaiswal como Médico

## Produção
O filme foi originalmente anunciado para ser dirigido por Marjane Satrapi. Ela acaba sendo substituída pelo diretor canadense Ken Scott. Uma Thurman iria desempenhar o papel da francesa que o faquir encontra em Roma, papel que Bérénice Bejo finalmente assume.